# ویتشتوک
ویتشتوک (به آلمانی: Wietstock) یک منطقهٔ مسکونی در آلمان است که در التویگشاگن واقع شده‌است. ویتشتوک ۱۴۵ نفر جمعیت دارد.